# ゾディアック事件

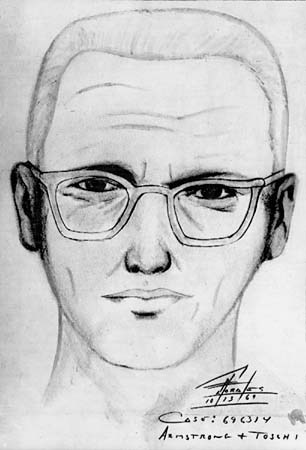
犯人の似顔絵

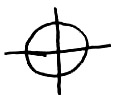
犯行声明文の末尾に書かれていたゾディアックのシンボルマーク。1882年創業の時計メーカー「ゾディアック」のロゴとして使われていた。

ゾディアック事件（ゾディアックじけん、英: Zodiac Killer）は、アメリカ合衆国で発生した連続殺人事件。現在も継続捜査中の未解決事件である。
「ゾディアック」とは英語で黄道帯を意味する語だが、犯人が声明文の中で「私はゾディアックだ（This is the Zodiac speaking.）」の一節を頻繁に用いたことでその名称として知られるようになった。

## 概要
1968年から1974年にかけて、カリフォルニア州サンフランシスコ市内で若いカップルを中心に少なくとも5名が殺害された。犯行後に警察やマスコミへ多量の犯行声明文を送りつけたことから、「劇場型犯罪」の一つとして有名である。
アメリカでも特に有名な未解決殺人事件として知られ、現在に至るまで真犯人についての証言や主張が多く寄せられている。1986年、ロバート・グレイスミスが事件について独自の調査を行った『Zodiac』という本を出版した。彼はサンフランシスコ・クロニクル（犯行声明文が送られた新聞社の一つ）に風刺漫画家として在籍しているときに、事件に遭遇し、関心を持っていたためである。

## 一連の事件

### レイク・ハーマン道路の殺人

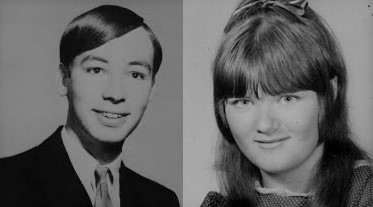
デービッド・アーサー・ファラデーとベティー・ルー・ジェンセン

1968年12月20日、レイク・ハーマン道路 (英: Lake Herman Road) のベニーシャ市内側で、17歳のデービッド・アーサー・ファラデー（英: David Arthur Faraday）と16歳のベティ・ルー・ジェンセン（英: Betty Lou Jensen）が射殺された。2人は高校生であり、その日は最初のデートだった。2人はジェンセンの自宅から3ブロックほど離れたところにあるホーガン・ハイ・スクール（英: Hogan High School）で開催されるクリスマス・コンサートに出席する予定だった。しかし、コンサートへ向かう代わりに友人の元を訪ね、それから地元のレストランに立ち寄った。その後、レイク・ハーマン道路へ車で向かった。午後10時15分ごろ、ファラデーは母親が所有するランブラーを砂利道の待避所に停めた。その待避所はあまり人がおらず、恋人たちが2人きりで過ごせる場所であると知られていた。午後11時を過ぎてまもなく、2人の遺体が近所に住むステラ・ボージス（英: Stella Borges）という人物により発見された。ソラノ郡保安官事務所が事件を捜査したが、手がかりは得られなかった。ジェンセンは「セシリア・シェパード」という芸名で活動していた俳優でもあった。
ロバート・グレイスミスは得られた科学捜査データを元に、午後11時前に別の車が犯行現場の待避所に入ってきて、カップルの車の隣に停まったと推定した。犯人は自分の車から出て2人の車の方へ歩いていき、おそらく2人に車から出るように命じたのだろうと推測した。ジェンセンが最初に車から出たようで、犯人はファラデーが車から降りかけた途中でファラデーの頭を撃ったようだ。その後、犯人はジェンセンの背中を5回撃ったが、ジェンセンは逃げようとしていたらしく、その遺体は車から8メートルほど離れた場所で発見された。犯人はそれから車に乗って走り去ったようである。

### ブルー・ロック・スプリングスの殺人
1969年7月4日の午後12時前、19歳のマイケル・ルノー・マジョー（英: Michael Renault Mageau）と22歳のダーリーン・エリザベス・フェリン（英: Darlene Elizabeth Ferrin）はバレーホにあるブルー・ロック・スプリングス・パーク（英: Blue Rock Springs Park）に車で入った。その場所はレイク・ハーマン・ロードの殺人現場から6キロメートルほど離れたところにあった。2人がフェリンの車の中にいたところ、別の車が来て、2人の車の隣に停まったが、すぐに走り去った。それから10分後にその車が戻ってきて、2人の車の後ろに停まった。運転手が車を降りて、2人の車の助手席側に近づいてきた。その人物は懐中電灯と9ミリ口径のルガーを持っていた。犯人は2人の目に懐中電灯を向けたのち、2人に対して5回発砲した。銃弾は2人に命中し、いくつかはマジョーの体を貫通してフェリンにも当たった。犯人は2人の車から歩き去ったが、マジョーの呻き声を聞くと引き返し、さらに2人に2回ずつ発砲した。その後、車に乗って現場を去った。
7月5日の午前0時40分ごろ、男性がバレーホ警察に通報し、自分が2人を襲ったと主張した。通報者は6か月半前にジェンセンとファラデーを殺害したのも自分であると述べた。警察は通報の電話がスプリングス・ロードとトゥオルミ・ストリートの交差点にあるガソリンスタンドの公衆電話から発信されたことを突き止めた。その場所はフェリンの自宅から500メートルほど離れた場所にあり、バレーホ警察署からはほんの数ブロックの距離だった。フェリンは病院で死亡が確認された。マジョーは顔や首、胸を撃たれたが生き延びた。マジョーによれば、犯人は26歳から30歳ほどの白人男性で、体重は88キログラムから91キログラム、もしくはそれより上、身長は173センチメートルほどだったという。また、髪は短く、薄茶色で、癖毛だったという。

### 最初の手紙
1969年8月1日、犯人によって書かれた3通の手紙がバレーホ・タイムズ・ヘラルド、サンフランシスコ・クロニクル、サンフランシスコ・エグザミナーの各社に届けられた。手紙の内容はほとんど同一で、レイク・ハーマン・ロードとブルー・ロック・スプリングスでの殺人の犯人は自分であると書かれていた。それぞれの手紙には、408の記号で書かれた暗号文の3分の1が記載されていた。犯人は暗号文には自身の正体が記されていると主張した。犯人は各新聞社に暗号文を新聞の1面に掲載することを要求し、そうしなければ週末の夜に12人殺すと脅迫した。
サンフランシスコ・クロニクルは翌日の新聞の4面に3番目の暗号を掲載した。暗号の隣に掲載された記事では、バレーホ警察署長のジャック・E・スティルツ（英: Jack E. Stiltz）による「我々警察は手紙が犯人によって書かれたものであると確信していない」という発言が引用された。スティルツ署長は、手紙の送り主に自身の正体を示す証拠とともにもう1通手紙を送ることを要求した。犯人が予告した殺人は起こらなかった。暗号文の残りの2部も最終的には掲載された。
1969年8月7日、新たな手紙がサンフランシスコ・エグザミナー社に届いた。その手紙は"Dear Editor This is the Zodiac speaking"という書き出しで始まった。この手紙で犯人は初めて「ゾディアック」という名義を使用した。この手紙はスティルツ署長の要求に応えたもので、手紙の書き手がファラデー、ジェンセン、フェリンを殺害した犯人であることの証明になった。手紙の中で、ゾディアックは殺人事件について一般には非公開の情報まで記載していたのである。暗号を解読すれば自分を捕まえられるという警察に宛てたメッセージも記していた。
1969年8月8日、サリナスに住むドナルド・ハーデン（英: Donald Harden）とベティ・ハーデン（英: Bettye Harden）が暗号文を解読した。『猟奇島』からの引用と思われる文もあったが、綴りに誤りが見られた。死後の奴隷を集めているという記述もあった。解読された暗号には犯人の名前は無かった。ゾディアックは自分の正体を明かせば奴隷集めが遅くなるか止めることになるから正体は秘密にすると記していた。

### ベリエッサ湖の殺人

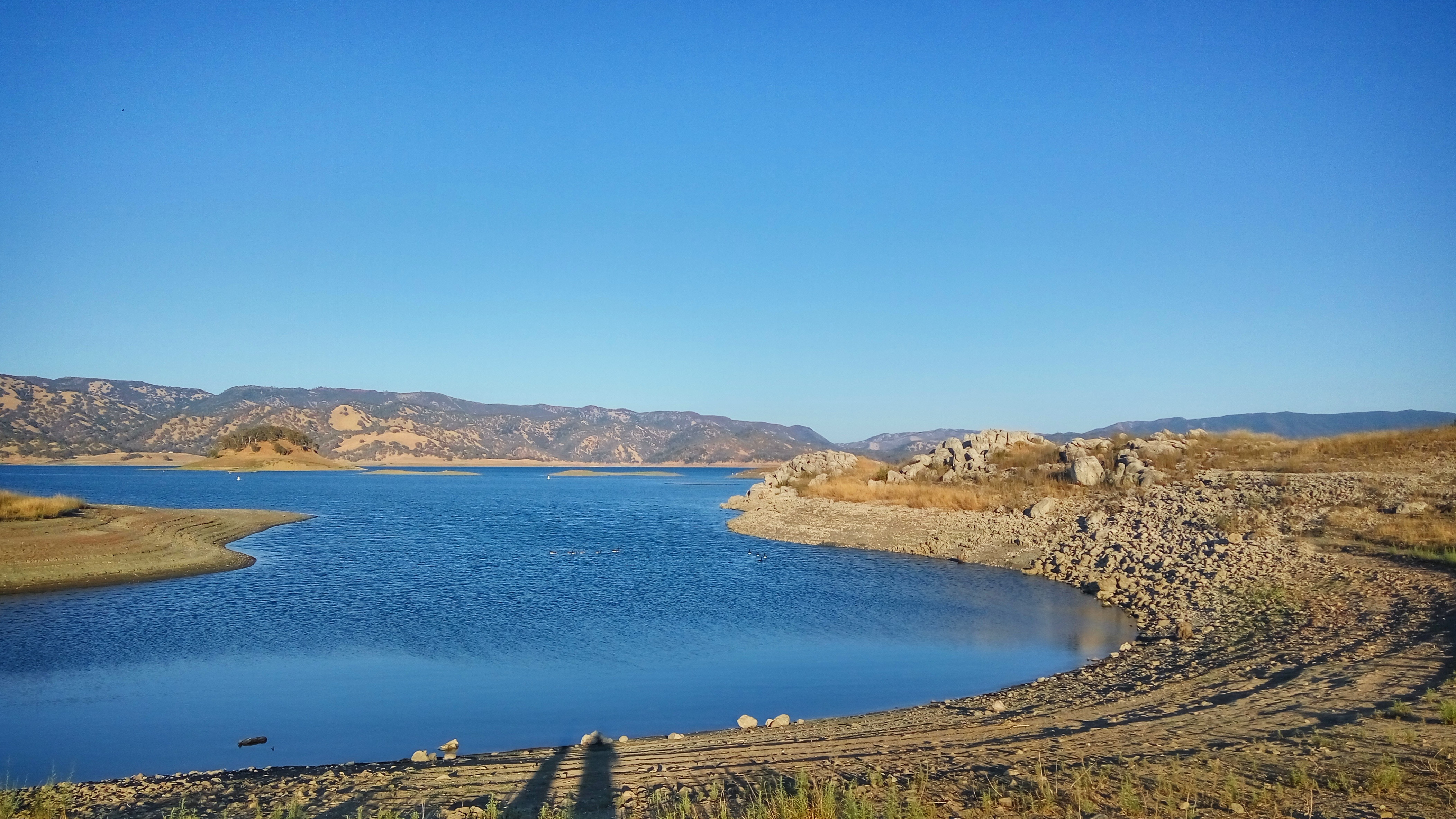
ベリエッサ湖の景色

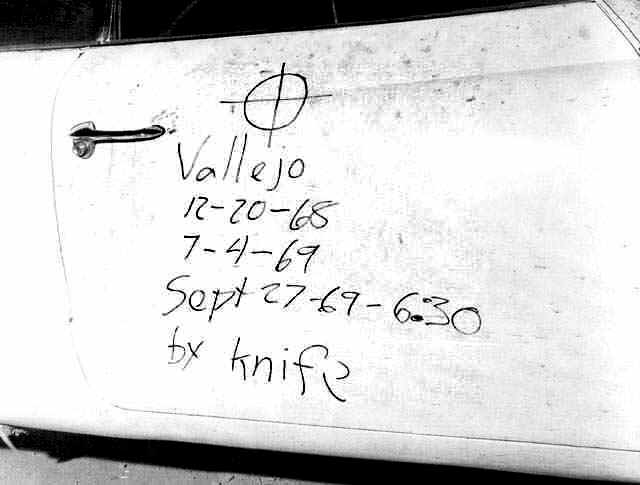
ブライアン・ハートネルの車のドアに記された、ハートネルとセシリア・シェパードを襲った事件に関するゾディアック自身の犯行声明

1969年9月27日、パシフィック・ユニオン・カレッジの学生である20歳のブライアン・カルビン・ハートネル（英: Bryan Calvin Hartnell）と22歳のセシリア・アン・シェパード（英: Cecelia Ann Shepard）はベリエッサ湖（英: Lake Berryessa）でピクニックを楽しんでいた。場所はツイン・オーク・リッジと砂嘴で繋がる小さな島である。2人のもとに白人男性が近づいてきた。その男性は身長は約180センチメートル、体重は77キログラムを超える程度で、処刑人のような黒いフードを被り、両目の覗き穴にはクリップ留めのサングラスを掛けていた。胸部には胸当てのようなものがあり、それには7センチメートル四方の円と十字を組み合わせた記号が白色で描かれていた。男性は銃を持っており、ハートネルによれば45口径だったという。フードの男はコロラド州かモンタナ州にある2単語で構成される名の刑務所から逃げ出した囚人であると称した (後にある警察官が、その男性が言及していたのはモンタナ州ディアロッジ<英: Deer Lodge>にある刑務所のことではないかと推測している)。男性は看守を殺害して車を盗んだと主張した。2人の車と金がメキシコへ向かうのに必要だと説明した。
男性は物干し用のプラスチック製の紐を切ったものを渡し、シェパードにハートネルを縛り上げるように命じた。その後、男性はシェパードを縛り上げると、シェパードがハートネルを緩く拘束したことを見抜き、ハートネルを固く拘束し直した。ハートネルは当初、強盗で済むと思っていたが、男性はナイフを引き抜いて2人を繰り返し刺した。ハートネルは6箇所の、シェパードは10箇所の刺傷を負った。犯人はノックスビル・ロードを460メートル進み、そこにあったハートネルの車のドアに黒のフェルトペンで円と十字を組み合わせた記号を描き、さらに記号の下に下記の内容を記した。
（ヴァレーホ　68年12月20日　69年7月4日　69年9月27日6時30分　ナイフで）
午後7時40分、犯人は公衆電話からナパ郡保安官事務所へ自ら通報した。通報者は最初、オペレータに殺人事件を通報したいと説明したが、その後に自分がその犯人であると明かした。通報から数分後、通報に使用された電話が、受話器が外れたままの状態で発見された。電話はナパのメイン・ストリートにあるナパ・カー・ウォッシュ（英: Napa Car Wash）にあり、犯行現場からは43キロメートル、保安官事務所からはほんの数ブロック離れた距離にあった。発見者はKVONラジオのレポーターであるパット・スタンレー（英: Pat Stanley）だった。刑事たちは電話機から乾ききっていない掌紋を採取できたが、掌紋は被疑者のだれとも一致しなかった。
近くの入江で釣りをしていた父子が、被害者たちの助けを求める叫び声を聞きつけて2人を発見した。父子はパーク・レンジャーに連絡をとって救援を呼んだ。ナパ郡保安官代理のデーブ・コリンズ（英: Dave Collins）とレイ・ランド（英: Ray Land）は犯行現場に到着した最初の法執行官だった。コリンズが到着したときにはシェパードには意識があり、犯人の外見を詳細に説明した。ハートネルとシェパードは救急車でナパにあるクイーン・オブ・ザ・バレー・メディカルセンターに搬送された。シェパードは搬送中に昏睡状態に陥り、意識を取り戻すことはなく、2日後に死亡した。しかし、ハートネルは生き延び、報道機関に犯行について説明した。ナパ郡刑事のケン・ナーロー (英: Ken Narlow) は当初からこの事件の捜査に配属されており、1987年に刑事部を退職するまで捜査に取り組んでいた。

### プレシディオ・ハイツの殺人

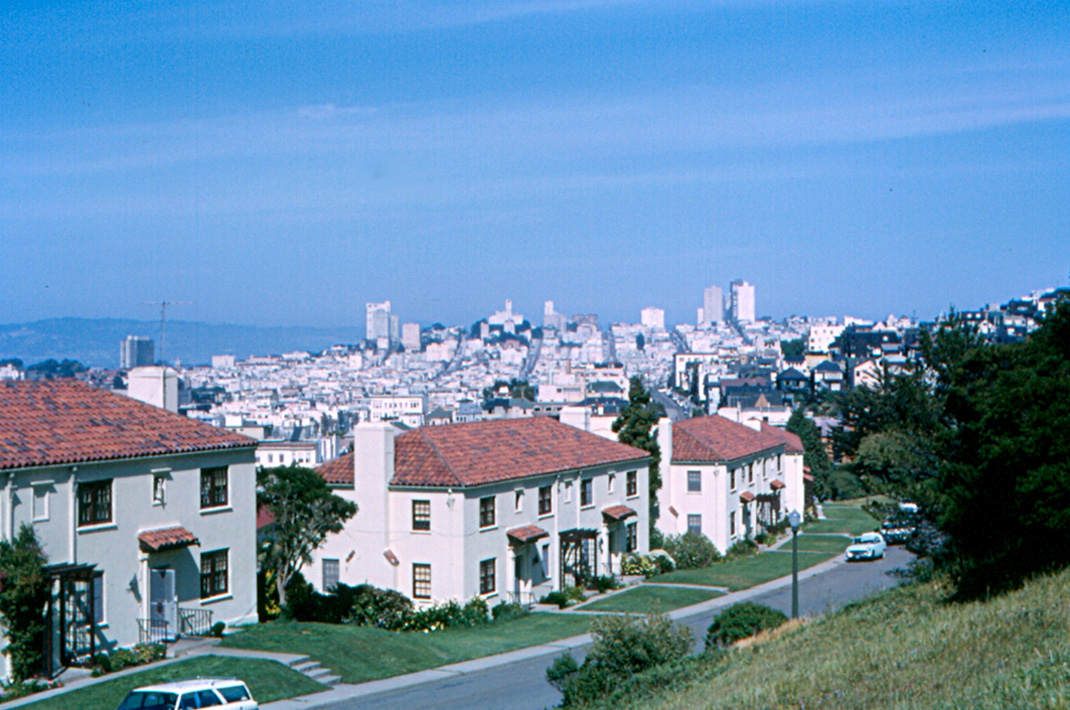
1966年、プレシディオから見たサンフランシスコ

2週間後の1969年10月11日、サンフランシスコにあるメイソン・ストリートとギアリー・ストリートの交差点（ユニオン・スクエアから1ブロック西にある）で、白人男性がポール・スタイン（英: Paul Stine）の運転するタクシーを拾った。客はサンフランシスコの近隣地区であるプレシディオ・ハイツ（英: Presidio Heights）にあるワシントン・ストリートとメープル・ストリートの交差点に向かうように求めた。スタインは何らかの理由で、メープル・ストリートからチェリー・ストリートの方向に1ブロック過ぎた箇所で停まった。すると、客は9ミリ口径の拳銃でスタインの頭を1回撃ち、スタインの財布とタクシーの鍵を奪った。さらに、スタインの血に染まったシャツの裾を引き裂いて持ち去った。午後9時55分に、3名の10代の少年たちが通りを挟んだ向かい側から犯人の姿を目撃していた。凶行の最中、3人は警察に通報した。3人は客がタクシーを拭って証拠を抹消し、1ブロック北にあるプレシディオの方へ歩き去っていくのを見た。
通報に駆け付けた巡査のドン・ファウク（英: Don Fouke）とエリック・ゼルムス（英: Eric Zelms）が、犯行現場から2ブロック離れたところで、白人男性がジャクソン・ストリートを東に歩道沿いを歩いているのを見かけた。男はジャクソン・ストリートの北側にある家々のうちの1軒の前庭へと通じる階段を上っていき、すぐに姿を消した。
ファウクはその角刈りの白人男性の年齢を35歳から45歳、身長を178センチメートル程度と見積もった。殺人犯を目撃した3人の少年たちによれば、犯人はファウクが言う男と似ていたようだが、年齢はわずかに若かったという。3人は、犯人は角刈りで、年齢は25歳から30歳、身長は173センチメートルから175センチメートルほどだったと説明した。しかし、2人の警察官は無線指令係から犯人は黒人であると伝えられていたため、車を停めることなく怪しい白人男性のそばを通り過ぎてしまった。警察官たちや少年たちの説明が食い違っている理由は説明がついていない。その後、捜索が行われたが、被疑者は1人として発見されなかった。この殺人がゾディアックによる犯行であると公式に確認されている最後の事件である。
スタイン殺害は当初、ありきたりな強盗が殺人沙汰に発展したものと考えられていた。しかし、10月13日、サンフランシスコ・クロニクル宛てにゾディアックからの新たな手紙が届けられた。手紙にはスタイン殺害は自身によるものであると記されており、スタインの血染めのシャツの切れ端が証拠として同封されていた。3人の少年たちの証言により、警察の似顔絵捜査官が犯人の似顔絵を作成した。刑事のビル・アームストロング（英: Bill Armstrong）とデイブ・トスキ（英: Dave Toschi）がスタイン殺害の捜査を任命された。サンフランシスコ市警察は数年間にわたって推定2,500名の被疑者に対して捜査を展開した。トスキはのちに、一連の事件を基に制作された映画「ダーティーハリー」の主人公ハリー・キャラハンのモデルになる。

### 1969年の手紙
1969年10月14日、サンフランシスコ・クロニクル社はゾディアックからの手紙を受け取った。この手紙には、ポール・スタインのシャツの裾の切れ端が、自身が犯人であることの証拠として同封されていた。また、手紙には、スクールバスを襲って、学童を殺すという脅迫も記されていた。スクールバスの前輪のタイヤを撃ち抜き、バスから逃げ出してきた子供を狙い撃ちすると書かれていた。10月20日の午後2時、ゾディアックを称する人物が、オークランド警察に電話を掛け、ジム・ダンバー（英: Jim Dunbar）が司会を務めるKGO-TVのトーク番組A.M. San Franciscoに著名な弁護士であるF・リー・ベイリー（英: F. Lee Bailey）かメルビン・ベリ（英: Melvin Belli）のどちらかを出演させるように要求した。ベイリーは都合がつかなかったが、ベリが番組に出演することになった。ダンバーはいつでも電話に出られる状態であると視聴者にアピールした。ゾディアックを称する人物が数回電話をかけてきた。ベリは電話の主にゾディアックよりも不気味でない名前で呼びたいと頼むと、電話の主は「サム」（英: Sam）と呼ぶように言った。「サム」はガス室送り (当時のカリフォルニア州の死刑ではガス室が使用された) にされることを恐れ、本当の身元を明かすつもりはないと語った。ベリは「サム」にデイリーシティのミッション・ストリートにある店の外で会う約束を取り付けた。しかし、誰も約束の場所には現れなかった。後に、電話は精神科病院の患者が掛けたことが判明した。捜査官たちは「サム」はゾディアックではないという結論を下した。
1969年11月8日、ゾディアックは新たな暗号が書かれた葉書を送った。この暗号は340の記号で構成されており、「Z-340」と呼ばれていた。51年間未解読のままだったが、2020年12月5日、民間人の集団により解読された。暗号を解読したのはアメリカ人のソフトウェア技術者デービッド・オランチャク（英: David Oranchak）、オーストラリア人の数学者サム・ブレーク（英: Sam Blake）、ベルギー人のプログラマのイアール・バンアイケ（英: Jarl Van Eycke）の3名である。暗号には、KGO-TVの放送に現れた「サム」を名乗った人物は自分ではない、ガス室へ送られても早めに天国へ行けるだけだから恐れてはいないと書かれていた。3人の解読者たちは自身の発見を連邦捜査局（FBI）へ提出した。FBIは調査内容を検証し、解読されたメッセージからはゾディアックの正体に繋がるさらなる手がかりは発見されなかったという声明を出した。
1969年11月9日、ゾディアックは7枚綴りの手紙を送った。手紙には、スタインを撃ち殺した3分後に、2人の警察官と話したと記されていた。11月12日付けのサンフランシスコ・クロニクルに手紙の写しが掲載された。同日、警察官のドン・ファウクはスタイン殺害の夜に起きた出来事についてメモに書き記した。デービッド・ファラデーとベティ・ジェンセンが殺害されてからちょうど1年が経過した12月20日、ゾディアックはベリに宛てて手紙を送った。その手紙にはスタインのシャツの切れ端が再び同封されていた。ゾディアックは手紙の中でベリに助けを求めていた。

### キャスリーン・ジョーンズ誘拐未遂
1970年3月22日の夜、当時22歳のキャスリーン・ジョーンズ（英: Kathleen Johns）はカリフォルニア州サンバーナーディーノを出発し、ペタルーマに住む母親の元を訪ねるため、車を走らせていた。ジョーンズは妊娠7か月で、車には生後10か月の娘を乗せていた。モデストの近くの州道132号線で、西に向けて車を走らせていたとき、後ろを走っていた車がクラクションを鳴らし、ヘッドライトを点滅させて合図を送った。ジョーンズは車を道路脇に寄せて停車させた。後ろを走っていた車もジョーンズの車の後方に停まり、中から男が出てきた。男はジョーンズの車に近寄ると、ジョーンズの車の右後ろのタイヤが外れかかっていたと言い、ラグナットを締め直すことを申し出た。ジョーンズは男に言われるがままにラグナットを締め直してもらった。男は一仕事終えると、自分の車に乗って立ち去った。ところが、ジョーンズが再び車を走らせようとすると、すぐにタイヤが外れてしまった。男は戻ってきて、助けを求めるために近くのガソリンスタンドまで車で送ると申し出た。ジョーンズは娘と一緒に男の車に乗った。
男の車に乗っていると、いくつかのガソリンスタンドを通り過ぎたが、男は立ち寄ろうとしなかった。およそ90分間、男の車はトレーシー付近の田舎道を行ったり来たりした。ジョーンズがどうして車を停めようとしないのか尋ねると、男は話題を変えようとした。男が交差点で車を停めたとき、ジョーンズは娘を抱いて車から飛び出し、原野の中に身を潜めた。男は懐中電灯でジョーンズを探し、ジョーンズを傷つけるつもりはないと話しかけたが、最後には諦めた。男はジョーンズを見つけることができず、車へと戻り、車を走らせて立ち去った。ジョーンズはヒッチハイクでパターソンにある警察署へ向かった。
ジョーンズは当直の巡査部長に何があったのか伝えていたとき、ポール・スタイン殺害の犯人の似顔絵が貼られていることに気が付いた。ジョーンズはその似顔絵の男が自分と娘を誘拐しようとした犯人であると認めた。巡査部長は男がジョーンズやその娘を殺しに戻ってくることを恐れ、近くにあるミルズ・レストラン（英: Mil's Restaurant）の暗がりで待機してもらった。ジョーンズの車が発見されたが、車の内部は破壊され、放火の被害にあっていた。
ほとんどの情報源で、男は運転中にジョーンズと娘を殺すと脅迫したとされている。しかし、少なくとも1件の警察の報告書でそれは否定されている。サンフランシスコ・クロニクルの記者ポール・エイブリー（英: Paul Avery）にジョーンズが証言した際に、犯人の男は自分の車から出て、暗がりで懐中電灯を使って自分を探そうとしていたと説明した。しかし、ジョーンズが警察に報告した際のある報告書では、男は車から出てこなかったとジョーンズが証言したと記されている。

### 1970年の手紙
1970年、ゾディアックは報道機関に手紙やグリーティングカードを送ることで、当局を相手に意思疎通を図ろうとしていた。1970年4月20日の消印が押された手紙で、ゾディアックは自分の名前を13文字の暗号で記したとされるが、その暗号は現在も解読されていない。手紙には続けて、最近起きたサンフランシスコの警察署での爆弾事件は自分の仕業ではないとも記されていた。2月16日にゴールデン・ゲート・パークの駐車場で爆弾が爆発し、2日後にブライアン・マクドネル（英: Brian McDonnell）巡査部長が死亡する事件が起きており、手紙はこの件について言及しているようだ。ただ、手紙には、警察官は撃ち返してくるため、子供を殺すよりも警察官を殺す方が名誉なことだとも書かれている。爆弾の絵も描かれており、ゾディアックは爆弾でスクールバスを爆破すると主張した。爆弾の絵の下には " = 10, SFPD = 0."と書かれていた。
1970年4月28日付けの消印が押されたグリーティング・カードがサンフランシスコ・クロニクル社へ送られた。カードには、新聞に自分が書いたことの詳細を載せなければ、すぐにバスを爆弾で爆破すると書かれていた。人々がゾディアックの記号が描かれたボタン（英: button）を身に着けることを望んでいるとも記されていたが、"button"の綴りを間違えて"buton"と書いていた。
1970年6月26日付けの消印が押された手紙では、人々がゾディアックのボタンを身に着けなかったため腹が立ったというような内容が書かれていた。ゾディアックは38口径の銃で駐車した車の中にいた男を撃ったと主張した。1週間前の6月19日に25歳のリチャード・ラデティッチ (英: Richard Radetich) 巡査部長が殺害された事件に言及している可能性がある。その日の午前5時25分、ラデティッチ巡査部長がパトカーの中で駐車違反切符に書き込みをしていたとき、閉じていた運転席側の窓から違法駐車とは無関係の人物に38口径の拳銃で頭を撃たれたのである。ラデティッチ巡査部長は15時間後に死亡した。サンフランシスコ市警察は事件にゾディアックが関係する可能性を否定した。この事件は現在も未解決のままである。
6月26日付けの消印の手紙には、フィリップス66が販売しているサンフランシスコ・ベイエリアの道路地図が同封されていた。地図上のディアブロ山の絵の上に、ゾディアックは以前の手紙と同様の円と十字を組み合わせた図形を描いていた。十字の端に0、3、6、9という数字が配されており、0が磁石のNを意味しているとも書かれていた。手紙は32の記号で構成される暗号が含まれていた。ゾディアックはその暗号は埋められた爆弾の場所に繋がるものであり、爆弾は秋に起爆すると主張していた。暗号は解読されず、仕掛けたという爆弾も発見されなかった。ゾディアックは手紙に" - 12, SFPD - 0"と記していた。
1970年7月24日付けの消印が押された手紙がサンフランシスコ・クロニクルに届いた。手紙の内容は、ゾディアックがキャスリーン・ジョーンズを誘拐しようとしたことを認めるというもので、事件から4か月後のことだった。1970年7月26日の手紙の内容は、『ミカド』のある歌をもじったもので、天国で自分の奴隷をいかに拷問するかという内容だった。手紙には円と十字を組み合わせた図形が大きく誇張的に描かれており、" = 13, SFPD = 0"と記されていた。手紙の最後の1枚の下部に、ディアブロ山の暗号はラディアンが重要であると書かれていた。1981年、このヒントを元にゾディアック研究家のガレス・ペン（英: Gareth Penn）が精密な調査を行った結果、ディアブロ山の暗号はゾディアックによる2件の犯行があった場所を指していると判明した。
1970年10月7日、サンフランシスコ・クロニクル社に3インチ×5インチの大きさの葉書が届いた。葉書にはという印とともにゾディアックと署名されていた。小さな十字も描かれており、血液で描いたものとされる。葉書のメッセージはサンフランシスコ・クロニクルの新聞から文字を切り抜き、貼り付けることで書かれていた。また、葉書の端に穴が13箇所開けられていた。捜査を担当していたアームストロングとトスキは、この葉書がゾディアックが送ったものである可能性が高いことに合意した。

### ポール・エイブリーへの手紙
1970年10月27日、サンフランシスコ・クロニクルの記者で、ゾディアック事件の報道を担当していたポール・エイブリーの元にハロウィン・カードが届いた。カードには'Z'の文字と円と十字を組み合わせた図形で署名されていた。カードの内側には手書きで"Peek-a-boo, you are doomed"と脅迫と解釈できるメッセージが書かれていた。このカードの件は冗談とは見なされず、サンフランシスコ・クロニクルの1面で報道された。このカードを受け取ってからまもなく、エイブリーの元に匿名の手紙が届いた。その手紙は、ゾディアック事件とシェリ・ジョー・ベイツ殺害事件 (詳細は後述) との間に共通点があることを指摘する内容だった。エイブリーは1970年11月16日のサンフランシスコ・クロニクルの記事で自身の調査結果を報告している。

### リバーサイドの殺人
1966年10月30日、リバーサイド市立大学に在籍していた18歳の学生シェリ・ジョー・ベイツ（英: Cheri Jo Bates）は、キャンパス内の図書館の別館で夜を過ごし、午後9時に閉館するまでその場所に居た。午後10時30分ごろに近隣住民が悲鳴を聞いたという。翌朝、ベイツの遺体が図書館から少し離れた場所で発見された。発見現場はキャンパスの改築で取り壊しが予定されていた2軒の使われていない建物に挟まれていた場所だった。ベイツのフォルクスワーゲンのディストリビュータのキャップのワイヤーが引き抜かれていた。ベイツは残忍に殴打され、刃物で刺されて死に至った。現場の近くで、男物のタイメックスの腕時計がリストバンドが裂けた状態で発見された。腕時計は12時24分で止まっていた。しかし、警察はそれよりもかなり早い時間で犯行が行われたと考えている。
1か月後の11月29日、警察と新聞社のリバーサイド・プレス・エンタープライズ社にタイプライターで書かれた手紙が届いた。手紙の内容はほぼ同じで、"The Confession" (日本語: 告白) と題されていた。手紙には、自分がベイツ殺害の犯人であると書かれており、犯行について詳細にわたって記述されていた。一般には公開されていない情報も含まれていた。手紙には、書き手はベイツ殺害だけでなく他にも殺人を犯すつもりでいるとも書かれていた。同年12月、リバーサイド市立大学の図書館にある机の裏側に詩が彫り込んであることが判明した。詩は"Sick of living/unwilling to die"と題されており、詩の言葉遣いや筆跡がゾディアックの手紙のそれと類似していた。詩には"rh"と署名されており、イニシャルと思われた。1970年の捜査の際に、カリフォルニア州の主席筆跡鑑定調査官であるシャーウッド・モリル（英: Sherwood Morrill）は、詩はゾディアックが書いたものだと考えているという見解を示した。
ベイツ殺害からちょうど6か月後の1967年4月30日、ベイツの父のジョセフ（英: Joseph）、プレス・エンタープライズ社、リバーサイド警察の元にほぼ同じ内容の手紙が届いた。プレス・エンタープライズ社と警察に届いた手紙には、殴り書きで"Bates had to die there will be more" (直訳すると「ベイツは死ななければならなかったまた起こるだろう」) と書かれていた。手紙の下部には小さなZの文字のようなものが走り書きで書かれていた。ジョセフ・ベイツに届いた手紙には、"She had to die there will be more" (直訳すると「彼女は死ななければならなかったまた起こるだろう」) と書かれており、このときはZの署名はなかった。2021年8月、リバーサイド警察署未解決殺人事件部は、2016年に手紙の送り主が匿名で警察と接触し、2020年にDNA鑑定で身元が判明したと公表した。手紙の送り主は、手紙は不愉快な悪戯だったと認めて謝罪し、10代の少年だったころに注目を集めるために手紙を書いたと説明した。警察は手紙の送り主がゾディアックではないことを確認した。
エイブリーがゾディアック事件をベイツ殺害事件と関連付ける記事を書いてから5か月後の1971年3月13日、ロサンゼルス・タイムズにゾディアックからの手紙が届いた。手紙の中で、ゾディアックは自分がベイツ殺害の犯人であることに気が付いた警察の働きを評価したが、エイブリーの名はなかった。また、他にも殺人事件を起こしていたことを仄めかした。
ベイツ殺害事件がゾディアック事件と関係があるのかは未確定のままである。ポール・エイブリーとリバーサイド警察は、ベイツ殺害はゾディアックによる犯行ではないという意見を変えていない。しかし、ゾディアックを称する人物がベイツ殺害を認めた手紙の一部は、ゾディアック本人がベイツを殺害したと嘘をついて書いた可能性があることは認めた。

### タホ湖の失踪事件

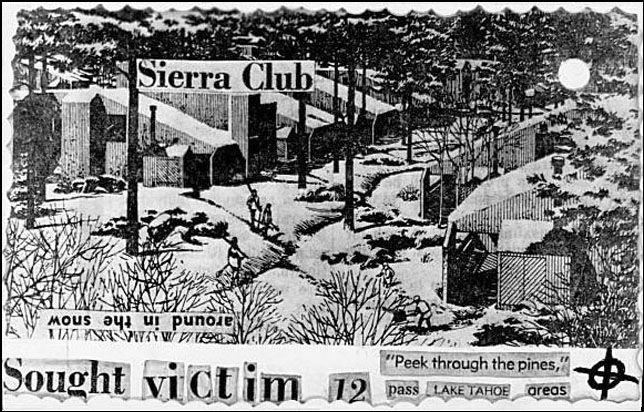
ポール・エイブリーに宛てられた葉書

1971年3月22日、サンフランシスコ・クロニクル社に葉書が届いた。葉書は記者のポール・エイブリー（英: Paul Avery）に宛てられていたが、"Paul Averly"と誤って書いていた。ゾディアック本人が書いたものと見られ、1970年9月6日のドナ・アン・ラス（英: Donna Ann Lass）失踪事件の犯人が自分であると主張していた。葉書の内容は、広告や雑誌のレタリングをコラージュしたもので、フォレスト・パインズのコンドミニアムの広告からの切り抜きに、 "Sierra Club"、"Sought Victim 12"、"peek through the pines"、"pass Lake Tahoe areas"、 "around in the snow"といった文字が貼り付けられていた。ゾディアックの十字と円を組み合わせた記号が、通常は返信先を書く場所と、表面の右下の2箇所に書かれていた。
当時25歳のラスは「サハラ・タホ」（英: Sahara Tahoe）というホテル兼カジノで看護師として働いていた。1970年9月6日は午前2時ごろまで働き、午前1時40分には最後の患者の治療を行っていた。同日、それよりも後の時間に、ラスの雇い主とラスの借家の大家へ見知らぬ男性から電話がかかった。電話は、ラスが家族の緊急事態を理由に町を出たという内容だったが、実際には虚偽だった。ラスはそれから行方不明になった。カリフォルニア州ノーデンのClair Tappaan Lodgeの近くに墓所と思われるものが発見された。その場所はシエラクラブ（英: Sierra Club）の所有地だった。ラスの失踪をゾディアック事件と決定的に結びつける証拠は発見されていない。

### サンタバーバラ郡の殺人
1972年11月13日付けのバレーホ・タイムズ・ヘラルドに、サンタバーバラ郡保安官事務所のビル・ベーカー（英: Bill Baker）が1963年にサンタバーバラ郡北部で若いカップルが殺害された事件はゾディアックによる犯行だった可能性があると推測しているという話が掲載された。1963年6月4日、カリフォルニア州ロンポークの近くの砂浜で、18歳の高校3年生ロバート・ジョージ・ドミンゴス（英: Robert George Domingos）と、その婚約者で17歳のリンダ・フェイ・エドワーズ（英: Linda Faye Edwards）が銃殺された。その日、2人は「シニア・ディッチ・デー」（3年生が学校を休める日）で学校を休んでいた。警察は、犯人は2人を拘束しようとしたが逃げられてしまい、背中や胸部を22口径の銃で繰り返し撃ったと考えている。その後、犯人は2人の遺体を小さな掘っ建て小屋に移動させ、それから小屋を全焼させようとしたが失敗している。

### 最後の手紙
タホ湖の葉書の後、ゾディアックは沈黙を続け、3年ほどの時間が流れてようやく新たな手紙が送られてきた。1974年1月29日付けの消印が押された手紙がサンフランシスコ・クロニクル社に届いた。映画『エクソシスト』が今まで見た中で最高の風刺喜劇だと評価する内容だった。『ミカド』から歌詞が引用されたほか、下部に今までとは異なる図形が書かれていた。この図形について研究者は説明がつかずにいる。手紙は"Me = 37, SFPD = 0"と新たに得点が書かれて締めくくられていた。

### 疑わしい手紙
その後も、ニュースメディアに怪しい手紙が送られることがあり、一部は以前にゾディアックから送られた手紙と特徴が似ていた。1974年2月14日付けの消印が押された手紙がサンフランシスコ・クロニクル社に届いた。手紙は編集者宛てで、シンバイオニーズ解放軍（英: Symbionese Liberation Army）の頭文字の"SLA"は古ノルド語で「殺す」という意味であるという内容だった。しかし、その筆跡はゾディアックのものであるとは証明されなかった。
1974年5月8日付けの消印が押された手紙がサンフランシスコ・クロニクル社に届いた。『地獄の逃避行』という映画は殺人を賛美していると批判する内容で、新聞社にその広告を除くように求めていた。"A citizen"（直訳すると「ある市民」）とだけ署名されており、筆跡や書きぶりが、以前のゾディアックの手紙と似ていた。その後、7月8日付けの消印が押された手紙がサンフランシスコ・クロニクル社に届いた。反フェミニストのコラムニストであるマルコ・スピネリ（英: Marco Spinelli）の著作をサンフランシスコ・クロニクル社が出版したことを批判する内容だった。手紙には"the Red Phantom (red with rage)"（直訳すると「赤い幻影 (怒りで顔が真っ赤)」）と署名されていた。この手紙がゾディアックによるものなのか議論されている。
1978年4月24日付けの手紙がゾディアックを称する人物により送られた。当初はゾディアックが書いた本物であるとされていたが、3か月もたたないうちに3名の専門家により偽物であると宣言された。スタイン殺害事件からゾディアック事件を担当していたサンフランシスコ市警察のデーブ・トスキ刑事が、この手紙を送った犯人であると考えられた。著述家のアーミステッド・モーピン（英: Armistead Maupin）は、この手紙は、1976年にトスキ刑事の元に届いた、トスキ刑事の捜査における働きを称賛する手紙と同様であると考えている。モーピンの考えでは、どちらの手紙もトスキ刑事が書いたものであるという。トスキ刑事は1976年の手紙は自分が書いたことを認めたが、1978年の手紙を送ったことは否定した。最終的にはトスキ刑事の嫌疑は晴れた。1978年の手紙が本物であるかは確証がとれていないままである。
2007年3月3日、サンフランシスコ・クロニクル社に送られたクリスマス・カードが、社の写真ファイルの中から編集助手のダニエル・キング（英: Daniel King）により再発見された。消印は1990年のカリフォルニア州ユーレカだった。クリスマス・カードはバレーホ警察に提出された。封筒の中には、カードとともに、磁石付きのキーホルダーで繋がれた2本の郵便公社の鍵の写真複写が入っていた。筆跡鑑定人のロイド・カニンガム (英: Lloyd Cunningham) は、クリスマス・カードはゾディアックのものではない偽物であると判定した。しかし、ゾディアック専門家の中には、カニンガムの分析に同意しない者もいる。封筒には返信先の住所が書かれておらず、ゾディアックの円と十字を組み合わせた図形による署名も見つからなかった。クリスマス・カード自体には誰かが何かを書いた様子はなかった。サンフランシスコ・クロニクル社は分析のためにすべての資料をバレーホ警察に提出した。

## 21世紀における捜査の進展
2004年4月、サンフランシスコ市警察は、事件の取扱件数の逼迫やリソースの必要性を引き合いに出し、ゾディアック事件に対する捜査活動を停止した。しかし、2007年3月以前のどこかの時点で捜査を再開した。ナパ郡やリバーサイド市では捜査が続いている。
2020年2月、地元の歴史家のクリスティ・ホーソーン（英: Kristi Hawthorne）は、ゾディアックは1962年4月、カリフォルニア州オーシャンサイドでタクシー運転手のレイ・デービス（英: Ray Davis）を殺害した可能性があるという説を発表した。殺人事件が起きる前日の1962年4月9日、犯人と思われる人物がオーシャンサイド警察に電話をかけ、"I am going to pull something here in Oceanside and you'll never be able to figure it out."（直訳すると「俺はこのオーシャンサイドで何かをやってのけるつもりだが、お前らにはそれを決して理解できないだろう」）と発言した。犯行の数日後、警察に同一人物からと思われる電話がかかってきた。その際、電話の主は事件について詳細にわたって説明し、次はバスの運転手を殺すと発言した。ホーソーンの調査の後、オーシャンサイド警察はデービス殺害とゾディアック事件との関係性を調査しているという声明を出した。
2018年5月、バレーホ警察はゾディアックが送った手紙の切手の裏側からゾディアックのDNAを回収することを計画していると公表した。DNA鑑定は民間の研究所で実施され、GEDmatchに対するDNAの確認を行う予定であるとされた.。「黄金州の殺人鬼」ジョセフ・ジェームズ・ディアンジェロの捜査でDNA鑑定が活躍したようにゾディアックの正体が判明することが期待された。2018年5月、バレーホ警察の刑事が結果は数週間以内に出ると説明していた。しかし、2022年4月現在、DNA鑑定の結果は報告されていない。
2021年10月、「ケース・ブレーカーズ」（英: Case Breakers）という40名以上の元法執行機関捜査官、軍部情報機関職員、記者で構成される集団が、ゾディアックの正体が2018年に死亡したゲアリー・フランシス・ポステ（英: Gary Francis Poste）であることを突き止めたと発表した。ケース・ブレーカーズは、科学的な証拠を明らかにし、ポステの暗室から写真を発見したと主張し、ポステの額にある傷がゾディアックのそれと一致していると説明した。また、ゾディアックの暗号のうちの1つからポステの名前を構成する文字を消すと、別のメッセージが現れるとも主張した。ケース・ブレーカーズはゾディアックのDNAとポステのDNAが一致するか確認することを警察に求めた。その後、FBIは、事件の捜査は続いており、報告すべき新しい情報はないという声明を出した。地元の法執行機関はケース・ブレーカーズの発見に懐疑的な見解を表明した。リバーサイド警察のライアン・レールズバック（英: Ryan Railsback）は、ケース・ブレーカーズの主張は主として状況証拠に依拠していると発言した。ゾディアック研究家でもある著述家のトム・ボイト（英: Tom Voigt）は、ケース・ブレーカーズの主張はでたらめであると批判し、ゾディアック事件の目撃者は誰もゾディアックの額に傷があるとは証言していないと発言した。2023年5月、ケース・ブレーカーズは、彼らが独自に採取したポステのDNAをベイツ殺害事件のDNA証拠と照合することを求めている。しかし、法執行当局は、ベイツの殺害がゾディアック事件の一部だったという主張を否定している。

## アーサー・リー・アレン
ロバート・グレイスミスの著書Zodiac（邦題『ゾディアック』）では、1992年に死亡したアーサー・リー・アレン（英: Arthur Leigh Allen）という人物を状況証拠を元に被疑者と見なしていた。警察はゾディアック事件捜査の初期にアレンに聴取しており、20年のうちに数回、捜索令状が発行された。2007年、グレイスミスは、数名の刑事がアレンを最も疑わしい被疑者であると見なしていたと発言した。2010年、担当刑事だったデーブ・トスキは、アレンに対する証拠はすべて最終的にはアレンが犯人の可能性を否定するものと判明したと発言した。2018年のトスキの娘の発言によると、父はいつもアレンが犯人であると考えていたが、警察にはそれを証明する証拠がなかったという。
1969年10月6日、アレンはバレーホ警察のジョン・リンチ（英: John Lynch）刑事から聴取を受けた。アレンは1969年9月27日のハートネルとシェパードが襲われた事件の際にベリエッサ湖の近くにいたと言われていた。アレン自身によれば、その日はソルト・ポイント・ステート・パークでスクーバダイビングを楽しんでしたという。1971年に、アレンは再び警察の注意を引いた。アレンの友人であるドナルド・チェイニー（英: Donald Cheney）がマンハッタンビーチの警察に、アレンが人を殺したいという欲求があると語っていたこと、ゾディアックという名を使っていたこと、夜間に見えるように銃火器に懐中電灯を備え付けていたことを報告した。チェイニーによれば、このアレンとの会話は1969年1月1日までにはあったことだったという。
その後、バレーホ警察のジャック・ミュラナックス（英: Jack Mulanax）は、アレンは1958年に名誉除隊以外の理由で海軍を除隊し、1968年3月に生徒に対する性的違法行為の申し立てにより小学校の教師の職を失ったと記した。アレンを知る人からのアレンの評判は概して良かったが、幼い子供に執着し、女性に怒りを向けていたとも言われていた。
1972年9月、サンフランシスコ市警察に対して、アレンの住居への捜索令状が発行された。1974年、アレンは12歳の少年への性的暴行を理由に逮捕された。アレンは罪を認め、2年間の禁固処分を受けた。
1991年2月、バレーホ警察に対して、再度、アレンの住居への捜索令状が発行された。1992年、アレンが死亡してから2日後、バレーホ警察に対して再度令状が発行され、アレンの住居から所有物が押収された。1992年7月、ゾディアック事件の被害者であるマイク・マジョーは、面通し用の写真から、アレンを1969年に自分を撃った男であると認めた。しかし、スタイン殺害の際にゾディアックを目撃したとされる警察官のドナルド・ファウクは、2007年のドキュメンタリーHis Name Was Arthur Leigh Allenに出演した際に、アレンは自分が見た男よりも45キログラムほど体重が重すぎる、顔も丸すぎると述べた。マジョーとフェリンが銃撃を受けた後にゾディアックからの電話を受けたナンシー・スローバー（英: Nancy Slover）は、アレンの声は電話で聞いた男の声とは似ていないと述べた。
他にもアレンが犯人であることを示唆する証拠は存在したが、どれも状況証拠だった。リバーサイド警察にベイツ殺害の犯人から送られた手紙は、ロイヤル社製のタイプライターで打たれており、フォントはElite風だった。1991年2月の家宅捜索で、アレンの住居から同じブランドのタイプライターが発見された。また、アレンはゾディアックというブランドの腕時計を所有し、身に着けていた。アレンはバレーホに住んでおり、犠牲者の1人であるフェリンが住んでいた家や、殺人現場から数分の距離にアレンの職場があった。
2002年、サンフランシスコ市警察はゾディアックから送られた手紙の切手や封筒から唾液を採取し、DNA鑑定を試みた。サンフランシスコ市警察は採取できたDNAの断片とアレンのDNAを比較した。友人であり、アレンについて警察に最初に報告したドナルド・チェイニーのDNAとも比較された。どちらのDNAもゾディアックのDNAとは一致しなかった。
警察で筆跡鑑定人の仕事をしていたロイド・カニンガムは、数十年間ゾディアック事件に取り組んでいた。カニンガムは、警察はアレンの手書きの文書で満載の箱を持ってきたが、どれもゾディアックの筆跡とは似ていなかったと発言している。

## 被疑者
ロス・サリバン（英: Ross Sullivan）
ゾディアック事件がシェリ・ジョー・ベイツ殺害と関係する可能性から注目された。サリバンはリバーサイド市立大学の司書補であり、同僚たちから疑いをかけられていた。同僚たちによれば、サリバンはベイツ殺害から数日間、行方をくらましていたという。サリバンはゾディアックの似顔絵と似ており、履いていたミリタリースタイルのブーツは靴跡がベリエッサ湖の犯行現場で発見された靴跡と似ていた。サリバンは双極性障害や統合失調症を理由に数回入院していた。
ローレンス・ケー（英: Lawrence Kaye、後にローレンス・ケーン <英: Lawrence Kane>）
ゾディアックに誘拐されかけたとされるキャスリーン・ジョーンズは、警察が面通しとして提示した写真からケーンを選び出した。ポール・スタイン殺害後のゾディアックを目撃した可能性がある警察官のドン・ファウクは、ケーンは自分が見かけた男とよく似ていると発言した。ケーンはゾディアックの犠牲者の可能性があるドナ・ラスと同じネバダ州のホテルで働いていた。ケーンは1962年に事故に遭い、脳を負傷してから衝動制御障害と診断された。覗き見や徘徊で逮捕されたことがある。2021年、フランス系モロッコ人のビジネス・コンサルタントFayçal Ziraouiは13の記号の暗号を解読したと主張しており、暗号は"My name is Kayr"と読める、"Kayr"は"Kaye"の誤りである可能性が高いと発言している。
リチャード・マーシャル（英: Richard Marshall）
警察の情報提供者たちの主張によれば、マーシャルは自分が犯人であると個人的な会話で仄めかしていたという。マーシャルは1966年にはリバーサイドに、1969年にはサンフランシスコに住んでおり、ベイツ殺害やスタイン殺害の現場に近い場所に居た。マーシャルは熱狂的なサイレント映画の愛好家であり、映写技師だった。セグンド・デ・チョーモンの1907年の映画The Red Phantomを上映していた。この映画の題名は、1974年にゾディアックが送った可能性のある手紙の名義に使われていた。ケン・ナーロー刑事はマーシャルを被疑者として有力視していなかった。
ジャック・タランス（英: Jack Tarrance）
2007年、デニス・カウフマン（英: Dennis Kaufman）は継父のタランスがゾディアックであると主張した。カウフマンはいくつかの物品をFBIに提出した。その中にはゾディアックが着ていたものと同じフードもあった。ニュースによれば、2010年にFBIはこれらの物品に対してDNA鑑定を実施したが、結論は出なかったという。
姓名不詳の水夫
2009年、元弁護士のロバート・ターボックス（英: Robert Tarbox、1975年8月に顧客への支払いの不履行を理由にカリフォルニア州最高裁判所により弁護士資格を剥奪された）が、1970年代前半にある水夫がターボックスの事務所を訪れて、自分がゾディアックであると告白したと主張した。ターボックスは守秘義務により水夫の名前を明かさなかった。水夫は見たところ明瞭な人物で、自身の犯行についてターボックスに話した。説明は手短だったが、ターボックスが話を信じるのに十分なほどの説得力があった。水夫は自分の殺人を止めようとしていると話していたが、二度とターボックスと会うことはなかった。ターボックスはバレーホ・タイムズ・ヘラルドに全面広告を出した。広告には、ターボックスはアーサー・リー・アレンの汚名をそそぐことになると書かれていた。アレンの濡れ衣を晴らすことが、ターボックスが30年前の会話を明かした唯一の理由であるという。ロバート・グレイスミスは、ターボックスの話は全体的に尤もらしいと評した。
リチャード・ガイコフスキー（英: Richard Gaikowski）
2009年、ヒストリーのテレビシリーズであるMysteryQuestのあるエピソードで、新聞の編集者であるリチャード・ガイコフスキーが注目された。ゾディアック事件が起きていたとき、ガイコフスキーはサンフランシスコのカウンターカルチャー紙であるグッド・タイムズの仕事をしていた。ガイコフスキーの外見はゾディアックの似顔絵と似ていた。ブルー・ロック・スプリングスでの犯行の際にゾディアックからの電話を受けたバレーホ警察のナンシー・スローバーは、ガイコフスキーの声の録音を聞いてゾディアックの声と同じだったと認めた。
ジョージ・ラッセル・タッカー（英: George Russell Tucker）
かつてカリフォルニア・ハイウェイ・パトロールの隊員だったリンドン・ラファティ（英: Lyndon Lafferty）は、91歳のソラノ郡に住んでいた男性がゾディアックであると主張した。ラファティはその男性をジョージ・ラッセル・タッカーという偽名で呼んだ。ラファティは法執行機関の元職員で構成される「マンダマス・セブン」（英: Mandamus Seven）という集団を使ってタッカーの存在を見出し、タッカーが被疑者として追及されなかったのは隠蔽工作があったためであると主張した。タッカーは2012年2月に死亡した。警察から被疑者と見なされていないことを理由に、本名は明かされなかった。
ルイス・ジョセフ・マイヤーズ（英: Louis Joseph Myers）
2014年2月、ルイス・ジョセフ・マイヤーズが肝硬変により死の淵にあったとき、友人に自分がゾディアックであることを告白したと報じられた。この告白があったのは2001年のことである。マイヤーズは友人のランディ・ケニー（英: Randy Kenney）に、自分が死んだ後にすぐに警察に行くように求めた。マイヤーズは2002年に死亡した。しかし、ケニーの主張によれば、警察の協力を得て、話を真剣に取り合ってもらうのに難があったという。マイヤーズはゾディアック事件の被害者であるデービッド・ファラデーとベティー・ジェンセンが通っていた高校の出身だった。被害者のダーリーン・フェリンと同じレストランで働いていたとされる。1971年から1973年の間、マイヤーズは軍役で海外に駐在していたが、この時期はゾディアックからの手紙が届かなかった。ケニーによれば、マイヤーズがカップルを標的としたのは、恋人との関係が悪くなって別れたためであると告白したという。事件に関係した警察官はケニーの主張を懐疑的に見ているが、ケニーが確かな証拠を用意できれば、捜査するだけの説得力はあると考えている.。
ロバート・イヴァン・ニコルズ（英: Robert Ivan Nichols、ジョセフ・ニュートン・チャンドラー3世 <英: Joseph Newton Chandler III>）
ニコルズは公的には身元が判明しておらず、身元を成り済ました人物だった。ニコルズは2002年7月にオハイオ州イーストレイクで自殺した。ニコルズの死後、捜査官たちはニコルズの家族の居場所を調べたが特定できず、また、ニコルズは1945年にテキサスで車の衝突により死亡した8歳の少年の身元を奪っていたことを発見した。長期間、身元を偽っていたことから、ニコルズは逃亡犯だったと推測された。2018年7月21日、連邦保安官は記者会見でニコルズの身元について発表した。インターネット上では、ニコルズがゾディアックだった可能性があるという説が話題に上がった。ニコルズがゾディアックの似顔絵に似ていたことと、ゾディアックが暗躍していたカリフォルニア州に住んでいたことが理由である。
アール・ヴァン・ベスト・ジュニア（英: Earl Van Best Jr.）
2014年、ゲアリー・ステュワート（英: Gary Stewart）がThe Most Dangerous Animal of Allという書籍を出版した。この書籍で、ステュワートは実父であるアール・ヴァン・ベスト・ジュニアを捜索した結果、ヴァン・ベストがゾディアックであると気が付いたと主張した。その理由として、犯人のモンタージュ画の顔がそっくりである点に加え、犯行声明文に『ミカド』からの引用文があるが、著者の祖父はメソジスト系の海軍従軍牧師であり、戦前まで青山学院を本拠地に宣教活動をしていた。さらにアールは両親とともに日本で暮らした経験があり、『ミカド』の一節をよく口ずさんでいたという親戚の証言があること、戦時中日本軍の暗号解読の任務についていた祖父の影響で、実父も暗号作りの遊びをよくしていたこと、被害女性たちが著者の実母に似ていること、指紋の傷が同じであることなどを挙げている。同書では父親がゾディアックであるという確証は示されていない。だが、2017年、日本のテレビ番組『奇跡体験!アンビリバボー』において、これらに加えてDNA鑑定と筆跡鑑定を行っていることを明かした。警察に依頼したDNA鑑定の結果は知らされておらず、民間の鑑定人に依頼した筆跡鑑定については、「同一人物である可能性が非常に高い」との結果を得ていると言う。2020年、The Most Dangerous Animal of AllがFXでドキュメンタリー・シリーズとして翻案された。
チャールズ・マンソン
チャールズ・マンソンとそのカルト集団が逮捕された後、カリフォルニア州捜査局の1970年の報告書によれば、マンソン・ファミリーの男性メンバーは全員、ゾディアックの正体の可能性が調査されたが、結局は除外されたという。
セオドア・カジンスキー
セオドア・カジンスキーは1996年にゾディアックとの関係性を調査された。ゾディアック事件が起きていたとき、カジンスキーはゾディアックが暗躍していたカリフォルニア州の北部で仕事をしていた。また、暗号に関心があり、報道機関に自分の著作を出版するように脅しをかけていた。FBIとサンフランシスコ市警察は指紋や筆跡を比較した結果からカジンスキーがゾディアックである可能性を否定した。ゾディアックが活動していたある時期にカリフォルニア州に居なかったこともその根拠になった。
エドワード・エドワーズ（英: Edward Edwards）
エドワード・エドワーズは1977年から1996年にかけて5人を殺害した。元刑事で未解決事件を担当していたジョン・A・キャメロン（英: John A. Cameron）は、エドワード・エドワーズをゾディアック事件などの数件の未解決事件と関連付けた。キャメロンの説は特に法的執行機関から見向きもされなかった。
ジョージ・ホーデル（英: George Hodel）
元刑事のスティーブ・ホーデル（英: Steve Hodel）は自著The Black Dahlia Avengerで、自分の父親であるジョージ・ホーデルがブラック・ダリア事件の犯人であると主張した。この書籍により、以前は非公開だったファイルやワイヤレコーディングがロサンゼルス郡検事事務所により公開された。これにより、ジョージ・ホーデルは実際にブラック・ダリア事件の主要な被疑者だったことが明らかになった。その後、地方検事のスティーブ・ケー（英: Steve Kaye）が手紙を書き、この手紙が改訂版に収録された。手紙には、ジョージ・ホーデルが存命であれば、ブラック・ダリア事件で起訴されていただろうと書かれていた。スティーブ・ホーデルは追補する書籍で、ジョージ・ホーデルがゾディアックであることを示す状況証拠があると主張した。根拠として、警察の似顔絵、ゾディアックの手紙との類似点、筆跡鑑定を挙げている。
Giuseppe Bevilacqua
2018年、イタリアのジャーナリストFrancesco Amiconeは、フローレンス・アメリカ人墓地の管理長だったGiuseppe Bevilacquaがゾディアックの正体であり、フィレンツェの怪物事件の犯人であると主張した。Amiconeの主張によれば、2017年9月11日にBevilacquaは自分が両事件の犯人であることを告白したという。2021年、フィレンツェの怪物事件を担当していた検事のLuca Turcoの要求により、Amiconeの主張により実施されていたBevilacquaに対する捜査が終了した。TurcoはBevilacquaに対する名誉棄損でAmiconeを訴えた。
デニス・レイダー（英Dennis Rader）
2015年、フロリダの元保安官代理キンバレー・マグガースは、各種の状況証拠に基づいて、「BTK絞殺魔」として知られる受刑者こそがゾディアックであるという著書を発表した。

## 関連作品

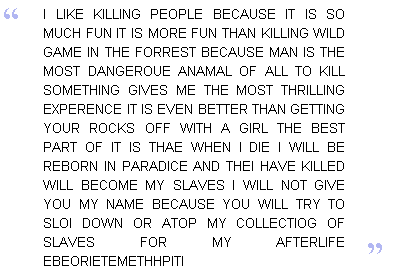
ゾディアックが犯行声明文と共に送った暗号を解読したもの。
「私は人間を殺すのが好きだ、森で獣を狩るよりも楽しいからだ。なぜなら人間は最も危険な動物だからだ」とは、孤島の領主による人間狩りゲームを描いた1932年のスリラー映画『猟奇島』の台詞から引用したとみられる。最後の18文字は、解読の結果意味のある配列にならなかったもの。

### 映画
『ダーティハリー』
製作年 1971年
出演　クリント・イーストウッド
連続殺人犯スコルピオのモデル。またイーストウッドが演じたハリー・キャラハンも実在の担当捜査員がモデル。
『サンフランシスコ 連続殺人鬼』
製作年 1971年
原題 The Zodiac Killer
『エクソシスト3』
原題 The Exorcist III
製作年 1990年
製作・監督・脚本・原作：ウィリアム・ピーター・ブラッディ
出演 ジョージ・C・スコット、ジェイソン・ミラー、ブラッド・ドゥーリフ、エド・フランダース
双子座殺人事件のモデル。映画『エクソシスト』（1973）及び小説『エクソシスト』(1971) の正当続編として書かれた小説『Legion』(1983)が原作。
『実録!! ゾディアック　～血に飢えた殺人鬼の刻印～』
製作年 1999年
原題 Case Reopened: The Zodiac with Lawrence Block
監督 ケヴィン・マッカーシー
ドキュメンタリー映画
『ゾディアック』
製作年 2005年
原題 THE ZODIAC
日本未公開
監督 アレクサンダー・バークレー
出演 ジャスティン・チャンバース、ロビン・タニー、ロリー・カルキン、ウィリアム・メイポーザー
『ゾディアック キラー』
製作年 2005年
原題 The Zodiac Killer
監督 ウーリー・ロメル
日本未公開
『ゾディアック』
全米公開 2007年3月 日本公開 2007年6月
監督 デヴィッド・フィンチャー
出演 ジェイク・ギレンホール、ロバート・ダウニー・Jr、マーク・ラファロ、アンソニー・エドワーズ

### ドラマ
- 『ゾディアック～十二宮の殺人』 フランス
- 刑事ナッシュ・ブリッジス 第16話「伝説の殺人鬼」（原題「Zodiac」）で模倣犯が登場。
- 『クリミナル・マインド FBI行動分析課』シーズン7 第11話に模倣犯が登場。
- 『MACGYVER/マクガイバー』シーズン1 第15話に模倣犯が登場。